# ديفيد كارانكا
ديفيد كارانكا (بالإسبانية: David Karanka)‏ هو لاعب كرة قدم إسباني في مركز الهجوم، ولد في 20 أبريل 1978 في فيتوريا-غاستيز في إسبانيا. شارك مع منتخب إقليم الباسك لكرة القدم. أما مع النوادي، فقد لعب مع أتلتيك بيلباو ب وأتلتيك بيلباو وريال سبورتينغ خيخون وريال مورسيا وريال يونيون ونادي أوريويلا ونادي إكستريمادورا ونادي باسكونيا ونادي سان أندرو ونادي غيخيليو.